# Carl Schachter
Carl Schachter (* 1. června 1932) je americký hudební teoretik, známý jako pravděpodobně nejvlivnější schenkeriánský analytik od dob samotného Schenkera.

## Život a kariéra
Studoval s Felixem Salzerem, který se pak spolu se Schachterem stal autorem nejznámějšího textu, "Counterpoint in Composition." Získal bakalářský titul na následujících školách: Mannes College of Music M.A., New York University (muzikologie) D.M., Mannes College of Music. Studoval hru na piáno se Sárou Levee, Isabelou Vengerovou, a Israel Citkowitz a byl veden Carlem Bambergerem. Schachterovými známými studenty jsou Murray Perahia, Richard Goode, Frederica von Stade, Myun Whun Chung, a v neposlední řadě Edward Aldwell (který byl spoluautorem s Schachterem dalšího významného textu: "Harmony and Voice Leading").
Schachter vyučoval na Hunter College, Binghamton University, Harvard University, École Normale Superieure de Jeunes Filles (Paříž). Byl profesorem hudby na Queens College and the CUNY Graduate School, 1972–1993, kde zastával funkci profesora hudby, 1993–1996.
Působil na fakultě Juilliard School od roku 1998, ale byl stále spojen s Mannes College of Music, kde pracoval na fakultě Techniky hudby už od roku 1956; ředitel oddělení teorie, 1958–1962; Dean of Mannes, 1962–1966; ředitel techniky hudby 1966–1973.